# Балка Вербова (притока Сугоклії)
Балка Вербова — балка (річка) в Україні у Компаніївському й Бобринецькому районах Кіровоградської області. Ліва притока річки Сугоклії (басейн Південного Бугу).

## Опис
Довжина балки приблизно 12,41 км, найкоротша відстань між витоком і гирлом — 10,77  км, коефіцієнт звивистості річки — 1,15 . Формується декількома струмками та загатами.

## Розташування
Бере початок на південно-західній стороні від села Володимирівки. Тече переважно на південний захід через села Вербове, Златопілля, Піщане і впадає у річку Сугоклію, праву притоку річки Інгулу.

## Цікаві факти
- На правому березі балки пролягає автошлях Н14[3] (автомобільний шлях національного значення України. Проходить територією Кіровоградської та Миколаївської областей.).
- У XX столітті на балці існували колгоспний двір, молочно,- свино,-птице-тваринні ферми (МТФ, СТФ, ПТФ), газові свердловини[2], а у XIX столітті — 1 хутір[1].